# Sergievskoe
Sergievskoe (in lingua russa Сергиевское) è un centro abitato dell'Adighezia, situato nel Giaginskij rajon. La popolazione era di 1.360 abitanti al dicembre 2018. Ci sono 28 strade.